# Caldeira d'Island Park
La caldeira d'Island Park est une des plus grandes caldeiras au monde avec ses 37 km de long sur 29 km de large. Elle se trouve aux États-Unis dans l'est de l'État de l'Idaho juste au sud-ouest de la caldeira de Yellowstone. Elle se forma lors d'une grande éruption (libération de 2,500 km3 de matières) il y a 2,1 millions d'années. Au même endroit il y a  1,3 million d'années une autre éruption (libération de 280 km3 de matières) forma la Henry's Fork Caldera. Ces deux éruptions formèrent également respectivement les formations géologiques de Mesa Falls Tuff et de Huckleberry Ridge Tuff.
Au sud-ouest de la caldeira se trouve la plaine de la rivière Snake qui se forma lors du passage de la plaque tectonique nord-américaine sur un point chaud de la croûte terrestre se situant au niveau du parc de Yellowstone.
La caldeira est entourée par les collines Ashton Hill au sud, par les montagnes Big Bend Ridge et Bishop Mountain à l'ouest, par le Thurburn Ridge au nord, le plateau Madison et la montagne Black Mountina à l'est. 
Elle fait partie intégrante de la zone appelée Island Park et est connue pour ses forêts, ses sources, ses rivières, ses chutes d'eau, ses lacs et sa faune.
Le parc Harriman State Park se situe dans la caldeira. On peut y faire du ski nordique, de la pêche ou bien de l'observation de la faune. Les pics de Grand Teton sont visibles en direction du sud-ouest.